# Любов по договор
Любов по договор (на корейски: 월수금화목토; на английски: Love in Contract) е южнокорейски сериал, който се излъчва от 21 септември до 10 ноември 2022 г. по Ти Ви Ен. С участието на Пак Мин-йонг, Го Кьонг-пьо и Ким Дже-йонг.

## Сюжет
Сериалът разказва за необичайната работа на Че Санг-ън, „помощник в самотен живот“, която се преструва на съпруга на самотни хора, нуждаещи се от партньор, за да присъстват на различни събития.

## Актьори

### Основен актьорски състав
- Пак Мин-йонг – Че Санг-ън
- Го Кьонг-пьо – Чонг Джи-хо
- Ким Дже-йонг – Кан Хе-джин

### Поддържащ актьорски състав
Хората около Че Санг-ън
- Кан Хьонг-сок – У Куанг-нам
- Джин Кьонг – Ю Ми-хо
- Ан Сук-хуан – Чонг Гил-те
- Ким Донг-хьон – Чей Санг-му
- ? – О Ча-джанг

Хората около Чонг Джи-хо
- Бе Хе-сон – Ким Сон-ми
- Пак Чул-мин – старши мениджър
- Сангу Кьонг-хе – Ким Ю-ми
- И Тек-гън – Пак Сан-гу

Хората около Кан Хе-джин
- Ким Хьон-мок – Ю Чон-хан
- Чонг Сонг-хо – Че Чан-хи
- О Рьонг – Кан Сон-джин
- И Сънг-чол – Кан Джин
- Янг Чонг-а – Че Ран-хи

Друг актьорски състав
- И Джу-бин – Чонг Джи-ън

## Премиера
Премиерата на Любов по договор е на 21 септември 2022 г. по телевизионния канал tvN.

## В България
В България сериалът е излъчен от 15 май 2024 г. по Би Ти Ви Стори.